# 葛玄

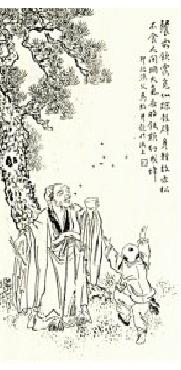
葛玄像

葛 玄（かつ げん、164年 - 244年）は、中国後漢末期から三国時代の呉の道士。字は孝先。本貫は徐州琅邪郡。葛仙公または太極左仙公とも呼ばれる。祖父は葛矩。従祖父は葛弥。父は葛焉。従兄弟は葛奚。従孫（葛奚の孫）は葛洪。

## 生涯
葛玄は幼少の頃からよく学び、五経を広く読み漁り、老荘思想の学説を喜んだという。
葛玄は丹陽郡句容県に住んでいたが、後に方士の左慈に出会い弟子入りし、『太清丹経』・『黄帝九鼎神丹経』・『金液丹経』・『三元真一妙経』などの道経を授かったが、これらが後に葛玄の弟子の鄭隠を経て、葛洪に伝えられたという。
葛玄は海山にて薬草を採る生活をしていたが、嘉禾2年（233年）、閣皁山に住んで庵を建て修道を行い、築いて炉を立てて、九回に渡って金丹を作成したが失敗した。後に括蒼山・南岳・羅浮山などの諸山を遨遊するのを楽しんだ。
著書は『霊宝経誥』を編撰しているといわれ、精研した上清・霊宝などの道教の真の経典を研究し、弟子たちに世界を継承するように指示している。
東晋後期の伝説では、太極真人徐来勒が『霊宝経誥』を葛玄に授け、葛玄はそれを鄭隠に伝え、鄭隠は葛洪にそれを伝え、葛洪は更に族孫の葛巣甫に伝えたおかげで『霊宝経誥』が後世に伝わることとなり、葛玄は『霊宝経誥』の誕生と伝授に関わる主要人物の一人とされた。
北宋の崇寧3年（1104年）、徽宗により葛玄は沖應真人に封じられた。のちに南宋の理宗により沖應孚佑真君に格上げされた。
道教の霊宝派から派生した閣皁宗において、葛玄は祖師とされた。少数の道教の宗派の中では、葛玄は四大天師の一人とされている。

## 逸話
道術の書の中には、葛玄が辟穀を行う事ができ、符簶を用いて人々の病気を駆り立て、あらゆる種類の奇法を行うという伝説を記している。

### 『神仙伝』
- 葛玄はあるとき船で旅をした。道具類の容器の中には護符数十枚が納められてあった。そこで、客の一人がこの符の効験について質問し、「どんな働きをするものか、ひとつ拝見できないものでしょうか」というと、葛玄は「符が何の働きもするものか」と、すぐ一通の護符を取って河に投げこむと、符は下流の方へ流れてゆく。「どうじゃ」と葛玄がいうと、その客は、「拙者が投げこんでも同様でござろう」といった。葛玄がまた符一通を取って河に投げると、今度は逆流しだした。「どうじゃね」といえば、客は「奇妙なことで……」という。また一通の符を取って投げると、停止したまま動かない。ややあって、下流の符は上流へ、上流の符は下流へと動いて、三枚の符が一カ処に寄り集まったので、葛玄はそれを取りあげた。河岸には洗濯をする一人の女がいた。葛玄が若者たちに、「わしは諸君のためにあの女を逃げ出させてみせるが、どうじゃ」というと、「それはおもしろい」というので、符一枚を水中に投げこむと、その女は驚いて逃げ出し、十数丁も逃げてまだ止まらない。葛玄が、「止めてみせよう」といって、再び符一枚を水中に投ずると、女はすぐ止まって引き返してきた。何を怖がって逃げ出したと女に訊いてみると、「わたし自身にもさっぱりわかりません」と答えた。

- 葛玄を招待した人があった。あまり行きたくはなかったが、その主人が是非にというので、やむなく使者についていった。数百歩も歩くと、葛玄は腹痛を起こし、立ち止まって地面に横になったかと思うと、まもなく死んでしまった。頭を持ち上げると頭がきれて落ち、四肢を持ち上げると四肢がばらばらになった。おまけに腐爛して蛆がわき、近寄ることもできない。呼びにきた使者が慌てて葛玄の家に報らせにゆくと、もう一人の葛玄が堂上にいるのが見えた。使者は何もいうことができず、先刻の屍体のところへ引き返してみると、葛玄の屍体はすでに消えていた。人と路を同行するのに、地上三・四尺のところを並んで歩かせることもできた。

### 『捜神記』
- 葛玄はあるとき客人と食事をしていると、変化の術についての話になった。客が「先生、食事が終わりましたら、どうか一つ術を見せてもらえませんか」と言うと、葛玄は「君、食事の後と言わず今ここでみたくないか？」と応えた。口の中に含んだ飯粒を吹き出したが、一粒のこらずに数百匹の大きな蜂に変わった。蜂は一斉に客の身体に群がったが、刺されはしなかった。しばらくして葛玄が大きく口を開けると、蜂がみなその中に飛び込んだ。葛玄がそれを咀嚼したが、変化する前の飯粒のままだった。

- またカエルや昆虫、ツバメやスズメなどの小鳥を指差し、踊らせた。音楽の節にあわせる様子は人間のようだった。

- また客のために酒の席を設けた時、運ぶ人がいないと酒杯が勝手にやってくる。杯は客の前で止まり、飲み干さない人の前から離れなかった。

- あるとき、呉の皇帝の孫権が楼の上から見ると、雨乞いの土人形を作っていた。帝が「人民は雨を願っているが、叶うだろうか？」と声をかけると、葛玄は「雨でしたら容易く降らせることができます」と答えると呪符を書きつけて、社の中に貼り付けた。間もなくして空も地も暗くなり、滝のような大雨が降り出し、水が溢れた。帝が「水の中に魚はいるか？」と尋ねると、また札に呪文を書きつけて水中に放った。しばらくすると、数百匹の大魚が現れたので、それを捕まえさせた。

### 『抱朴子』
- 葛玄はいつも酒を飲んで酔っ払うと、いつも他人の家の門の前にある池の中で寝てしまい、日暮れ頃になってやっと出てくるのであった。

- 葛玄はある時孫権に暇乞いをして洌洲に行ったが、その帰途に暴風に遭い、葛玄の乗った船も沈んでしまった。孫権は酷く悲しんで、翌日、葛玄の乗った船を探させると、だいぶ時間が経った頃、葛玄は水の上を歩いて帰ってきて「川底で伍子胥に急に招かれ、先程まで酒を飲んでいました」と謝った。

- ある日、葛玄は「8月13日に私は死ぬ」と明言した。その日になると衣服を整えて横になり息絶えたが、顔色は生前と変わりなかった。弟子が葬儀をしていると3日後、夜半に突風が吹き、雷鳴とともに灯りがふっと消えた。風がやみ灯りをともすと葛玄の姿はなく、服だけが帯も解かれず着ていたままの形で寝台に残されていた。葛玄は帰って来ず、翌朝に隣家のものに尋ねても「突風も雷もなかった」と答えたという。

### その他
- 葛玄の常宿の亭主が病に苦しみ、精霊に祈っていた。だが精霊の態度が横暴だったため、葛玄は鬼神を呼び出しこらしめさせた。

- 通りかかったものは下馬しなければならない廟があった。葛玄が馬を降りずに通りすぎようとすると、廟にまつられた神は怒り大風を起こした。だが葛玄が「何をするか」と一喝するととたんに風はやんだ。葛玄の怒りは収まらず、護符を廟の中に投げ入れた。すると付近の木にとまっていた鳥が一斉に死んだ。さらに数日後、木は全て枯れ果て、廟はひとりでに燃え出して焼失した。

- 魚屋に行った葛玄は「この魚を川の神のもとへ使いに行かせたい」と願い出た。魚屋が「死んだ魚には無理でしょう」と言うと、葛玄は護符を魚に飲ませ、川に投げ入れた。すると魚が息を吹き返し、護符を吐き出すと空に飛び去っていった。

- 冬の日のこと、葛玄は来客が寒がっていたため、口から火を吐いて部屋中を燃やした。だが火は暖かいだけで燃え広がらず、火傷することもなかった。また別の客が来ると葛玄は分身して応対したという。

- ある道士が不老長寿で数百歳にもなると自称していた。葛玄は天人を呼び寄せると「お前は本当は何歳だ」と下問させた。恐れいった道士は「73歳です」と白状し、それ以来姿を消してしまった。